# Hagneck
Hagneck là một đô thị ở huyện Nidau trong bang Bern ở Thụy Sĩ. Đô thị này có diện tích 1,8 km², dân số năm 2005 là 416 người.